# Dr. Tod (Podcast)
Dr. Tod ist ein Podcast von Wondery aus dem Jahr 2018 und handelt von Christopher Duntsch. Der Chirurg aus Texas wurde wegen grober Behandlungsfehler verurteilt, nachdem einunddreißig Patienten während seiner Operationen ernsthaft verletzt wurden und zwei weitere bei den Eingriffen starben. Der Podcast wird von Laura Beil präsentiert. Er feierte am 4. September 2018 Premiere und umfasst zehn Folgen. Staffel zwei der Serie handelt von Farid Fata, einem Hämatologen/Onkologen, der Patienten Chemotherapien verordnete, die diese gar nicht benötigten und so von Krankenkassen viel Geld erhalten hat. Staffel drei handelt von Paolo Macchiarini, der wissenschaftliche Veröffentlichungen verfälschte.

## Folgen
Staffel 1
| Nr. (ges.) | Nr. (St.) | Deutscher Titel     | Originaltitel               | Erstausstrahlung USA | Deutschsprachige Erstausstrahlung (D) |
| ---------- | --------- | ------------------- | --------------------------- | -------------------- | ------------------------------------- |
| 1          | 1         | Drei Tage in Dallas | Three Days In Dallas        | 4. Sep. 2018         | 15. Aug. 2019                         |
| 2          | 2         | Chris und Jerry     | Chris and Jerry             | 4. Sep. 2018         | 15. Aug. 2019                         |
| 3          | 3         | Occams Rasierer     | Occam’s Razor               | 7. Sep. 2018         | 21. Aug. 2019                         |
| 4          | 4         | Rückgratlos         | Spineless                   | 11. Sep. 2018        | 28. Aug. 2019                         |
| 5          | 5         | Freier Fall         | Free Fall                   | 18. Sep. 2018        | 4. Sep. 2019                          |
| 6          | 6         | Abschluss           | Closure                     | 25. Sep. 2018        | 11. Sep. 2019                         |
| 7          | 7         | –                   | Update                      | 2. Okt. 2018         | –                                     |
| 8          | 8         | –                   | Interview                   | 9. Okt. 2018         | –                                     |
| 9          | 9         | –                   | One Great Man               | 13. Nov. 2018        | –                                     |
| 10         | 10        | –                   | Breaking News               | 13. Dez. 2018        | –                                     |
| 11         | 11        | –                   | An Update: Love and Loyalty | 24. Nov. 2020        | –                                     |

Staffel 2
| Nr. (ges.) | Nr. (St.) | Deutscher Titel | Originaltitel                      | Erstausstrahlung USA | Deutschsprachige Erstausstrahlung (D) |
| ---------- | --------- | --------------- | ---------------------------------- | -------------------- | ------------------------------------- |
| 1          | 1         | –               | Top Doc                            | 26. Okt. 2020        | –                                     |
| 2          | 2         | –               | King Midas                         | 26. Okt. 2020        | –                                     |
| 3          | 3         | –               | Living with this Hell              | 2. Nov. 2020         | –                                     |
| 4          | 4         | –               | Seeing Yellow                      | 9. Nov. 2020         | –                                     |
| 5          | 5         | –               | A Duntsch Update: Love and Loyalty | 16. Nov. 2020        | –                                     |
| 6          | 6         | –               | How to Spot a Dr. Death            | 23. Nov. 2020        | –                                     |
| 7          | 7         | –               | Reporting Dr. Death                | 30. Nov. 2020        | –                                     |

Staffel 3
| Nr. (ges.) | Nr. (St.) | Deutscher Titel        | Originaltitel                                | Erstausstrahlung USA | Deutschsprachige Erstausstrahlung (D) |
| ---------- | --------- | ---------------------- | -------------------------------------------- | -------------------- | ------------------------------------- |
| 1          | 1         | Hals über Kopf         | Head Over Heels                              | 30. Aug. 2021        | 16. Aug. 2021                         |
| 2          | 2         | Geheime Operationen    | The Secret Society of International Surgeons | 16. Aug. 2021        | 30. Aug. 2021                         |
| 3          | 3         | Laborratten            | Lab Rats                                     | 24. Aug. 2021        | 6. Sep. 2021                          |
| 4          | 4         | Barcelona, meine Liebe | Barcelona, My Love                           | 31. Aug. 2021        | 13. Sep. 2021                         |
| 5          | 5         | Hexensabbat            | Black Sabbath                                | 20. Sep. 2021        | 20. Aug. 2021                         |
| 6          | 6         | Im Nebel der Lügen     | Closure                                      | 14. Sep. 2021        | 27. Sep. 2021                         |
| 7          | 7         | –                      | An Interview with Benita                     | 21. Sep. 2021        | –                                     |

## Vermarktung
Für die Vermarktung des Podcasts mietete Wondery eine Werbetafel direkt gegenüber dem Baylor Scott & White Medical Center in Plano (Baylor Plano). Diese wurde nur wenige Stunden nach dem Aufbau durch Clear Channel Outdoor wieder abgedeckt, nachdem mehrere Beschwerden eingegangen waren. Das Baylor Plano dementierte jegliche Beteiligung an der Entfernung der Werbetafel.

## Reaktionen
Dr. Tod erhielt größtenteils positive Rezensionen. Laut GQ Magazine ist die Serie „der gruseligste Podcast des Jahres“.

## TV-Adaption
Am 3. Oktober 2018 wurde bekanntgegeben, dass Universal Cable Productions mit der Entwicklung der TV-Serie begonnen hat. Patrick Macmanus, Showrunner von Happy!, wird die ausführende Produktion übernehmen und das Drehbuch schreiben.